# José Guarner Vivancos
José Guarner Vivancos (1899-1972) fue un militar español.

## Biografía
Nacido en Barcelona el 7 de octubre de 1899, al igual que su hermano Vicente realizó la carrera militar. Tomó parte en la Guerra de Marruecos. En 1936 ostentaba el rango de capitán. Tras el comienzo de la Guerra civil partió al Frente de Aragón como asesor militar de la Columna «Los Aguiluchos», formada por anarquistas. En los primeros meses de la guerra llegó a ser miembro del Comité Central de Milicias Antifascistas de Cataluña. Por esta época también se afilió a la masonería. Llegó a ser jefe de Estado Mayor de la 24.ª División y del XXIV Cuerpo de Ejército. Hacia el final de la contienda se exilió en México, donde falleció en 1972.
Tuvo un hijo, José Luis, que llegó a destacar como crítico de cine.

## Obras
- —— (1975). Cataluña en la Guerra de España, 1936-1939. Madrid: G. del Toro.